# حكومة داغستان
الحكومة الداغستانية أو حكومة جمهورية داغستان (بالروسية: Прави́тельство Республики Дагестан)، هي أعلى هيئة تنفيذية في جمهورية داغستان.

## الهيكل والصلاحيات
تتكون حكومة جمهورية داغستان من السلطات التنفيذية التالية:

وزارة المالية

وزارة التربية والتعليم

وزارة الصناعة والتجارة

وزارة التنمية الرقمية
وفقا للمادة الـ 78 من الدستور الداغستاني، فإن الحكومة الداغستانية:
- تقوم بإعداد مشروع الموازنة لجمهورية داغستان وتقديمه إلى رئيس جمهورية داغستان ليرفع بدوره إلى مجلس الشعب الداغستاني؛
- تحدد إجراءات تطوير وتعديل وثائق التخطيط الاستراتيجي التي تدخل في اختصاص حكومة جمهورية داغستان، وتوافق على هذه الوثائق؛
- تتأكد من تنفيذ الميزانية لجمهورية داغستان وتقوم بإعداد تقرير عن تنفيذ الميزانية المذكورة، وإعداد تقارير سنوية عن نتائج أنشطة حكومة جمهورية داغستان، وكذلك إعداد تقرير سنوي موحد عن التقدم المحرز في تنفيذ وتقييم فعالية برامج الدولة لجمهورية داغستان، كما تقوم بإعداد تقارير سنوية عن التقدم المحرز في تنفيذ خطة العمل لتنفيذ الاستراتيجية الاجتماعية - التنمية الاقتصادية لجمهورية داغستان ليقوم الرئيس الداغستاني بتقديمه إلى مجلس الشعب؛
- ضمان تنفيذ سياسة الدولة بشأن التنمية الاقتصادية والاجتماعية والثقافية لجمهورية داغستان؛ وتنفيذ التدابير لتطوير العلوم والتعليم والثقافة وحماية الموارد الطبيعية؛[2]
- تتولى، وفقًا للقانون، إدارة الممتلكات الجمهورية والتصرف فيها، وتدير أيضًا الممتلكات الفيدرالية المنقولة إلى إدارة جمهورية داغستان وفقًا للقانون الاتحادي وغيره من القوانين التنظيمية للاتحاد الروسي؛
- تنفذ، في حدود صلاحياتها، تدابير لتنفيذ وضمان وحماية حقوق الإنسان والحريات الإنسانية والمدنية، وحماية الممتلكات والنظام العام، ومكافحة الإرهاب والتطرف، ومكافحة الجريمة؛
- تنفذ، في حدود صلاحياتها، تدابير لضمان ضمانات الدولة للمساواة في الحقوق والحريات والمصالح المشروعة للمواطنين، بغض النظر عن العرق والجنسية واللغة والموقف من الدين وغيرها من الظروف؛ وتمنع القيود المفروضة على الحقوق والتمييز على أساس الانتماء الاجتماعي أو العنصري أو القومي أو اللغوي أو الديني؛ وتعمل على الحفاظ على التنوع العرقي الثقافي لشعوب الاتحاد الروسي التي تعيش على أراضي جمهورية داغستان وعلى تنمية لغاتهم وثقافتهم؛ كما تعمل على حماية حقوق الأقليات القومية؛ ومنع الصراعات بين الأعراق وضمان الوئام بين الأعراق والأديان؛
- إقامة العلاقات الاقتصادية الخارجية وفقاً للإجراءات المعمول بها؛
- تشكل السلطات التنفيذية الأخرى لجمهورية داغستان؛
- يحق لها أن تقترح على هيئة حكومية محلية أو أي مسؤول في الحكومة المحلية جعل القوانين الصادرة عنها متوافقة مع الدستور والقوانين الاتحاد الروسي في حالة تعارض تلك القوانين مع دستور الاتحاد الروسي، والقوانين الفيدرالية، و الدستور الداغستاني، والقوانين لجمهورية داغستان، ولها أيضًا الحق في رفع القضية عنها إلى محكمة؛
- تمارس الصلاحيات الموكلة إليها، والتي تحددها الإجراءات القانونية التنظيمية لرئيس الاتحاد الروسي والإجراءات القانونية التنظيمية لحكومة الاتحاد الروسي، والتي تنص على نقل صلاحيات معينة من السلطات التنفيذية الفيدرالية إلى السلطات التنفيذية المحلية لجمهورية داغستان وفقا للقانون الاتحادي؛
- تمارس صلاحيات أخرى وفقاً للقوانين الاتحادية وقوانين جمهورية داغستان، وكذلك المعاهدات والاتفاقيات المبرمة نيابة عن جمهورية داغستان.

## رؤساء حكومة داغستان
موحو علييف - تولّى المنصب في 20 فبراير 2006 حتى 20 فبراير 2010.
محمد سلام محمدوف - تولّى المنصب من 20 فبراير 2010 حتى 28 يناير 2013 حيث أقاله الرئيس فلاديمير بوتين. رمضان عبد اللطيفوف - تولّى منصب رئيس داغستان في 28 يناير 2013.

## ممثل جكومة داغستان فيمجلس الشيوخللجمعية الفيدرالية
1. إلياس أوماخانوف - اعترف بصلاحياته في 29 نوفمبر 2001 - تأكدت في 30 يوليو 2002 - تأكدت مرة أخرة في 24 مارس 2006 - تأكدت للمرة الثالثة في 3 مارس 2010 - تمددت في سبتمبر 2018 - تمددت في سبتمبر 2023. وهو يشغل منصب نائب رئيس مجلس الشيوخ الجمعية الفيدرالية.

## الروابط
- الموقع الرسمي للهيئات الحكومية الداغستانيةنسخة محفوظة 2 ديسمبر 2018 على موقع واي باك مشين.

- الحساب الرسمي لجكومة داغستان على الانستغرام تم أرشفته سبتمبر 23, 2018 بواسطة آلة واي باك
- القناة الرسمية على التيلغرام https://t.me/pravitelstvord